# Бастановы
Бастановы — русский дворянский род.
Первые летописные сведения о роде этой фамилии начинаются с Власа Владимировича Бастанова, который в конце XV века был жалован был от Ивана III Васильевича (Великого) поместьем на Новгородской земле, в Вотской пятине, в погосте Ивановском-Куйвашском (поместье это описано было у новгородца Фёдора Ивановича Авксентьева-Мустельского).
Никита Васильевич Бастанов был упомянут в Казанском походе 1544 года. Другой представитель рода — Янклыч Владимирович Бастанов в 1565 году подписался в поручной записи в ста рублях по боярине у князе Василии Семеновиче Оболенском-Серебряном и по сыне его князе Борисе Васильевиче.
В 1573 году опричниками Ивана Грозного числились: Алексей и Василий Владимировичи, Иосиф, Иван и Ларион Гутмановы, Темеш, Ищук и Нагай Ивановичи, Пантелей Власьевич, Сергей  и Янклыч Владимировичи Бастановы.
Многие представители рода Бастановых служили отечеству на военном поприще в должности воевод. В XVII веке Бастановы находились в числе стряпчих и дворянах московских. В 1699 году населённым имением владел только один из рода Бастановых.

## Известные представители
- Бастанов Иван Алексеевич — воевода в Кетском остроге в 1623 г., московский дворянин в 1627 г.
- Бастанов Владимир Иванович — московский дворянин в 1636-1658 г., воевода в Витебске в 1660 г.
- Бастанов Михаил Осипович — московский дворянин в 1640 г.
- Бастанов Петр Яковлевич — стряпчий в 1692 г.[5][6]